# Ōji (Giappone)
Ōji (王寺町?) è una cittadina giapponese della prefettura di Nara.